# Авакян, Карапет
Карапет Авакян (рум. Garabet Avachian; 1 ноября 1908, Варна — 11 июля 1967) — румынский скрипач, музыкальный педагог и коллекционер искусства.
Многолетний профессор Бухарестской консерватории, учитель Йона Войку, Штефана Георгиу, Александра Баланеску.
Собрал значительную коллекцию румынской живописи (особенно работы Теодора Паллади), а также различной восточной утвари. После смерти Авакяна его жена передала коллекцию в Национальный музей искусства Румынии.
В Бухаресте проводится национальный конкурс юных исполнителей имени Карапета Авакяна (рум. Concursul naţional de interpretare 'Garabet Avachian') с участием скрипачей, виолончелистов, пианистов и гитаристов.